# Momentos (Julio Iglesias)
Momentos è un album in studio del cantante spagnolo Julio Iglesias, pubblicato nel 1982.
Con 12 milioni di copie vendute, è considerato uno degli album di musica latina più venduto di tutti i tempi.

## Tracce
1. Nathalie – 3:57
2. Momentos – 3:33
3. La Paloma (Tradicional) – 4:54
4. La Cosas Que Tiene La Vida – 3:30
5. Amor – 3:20
6. Quijote – 4:01
7. No Me Vuelvo A Enamorar – 3:48
8. Con La Misma Piedra – 3:58
9. Esa Mujer – 4:06
10. Si El Amor Llama A Tu Puerta – 3:36